# Amber (Indien)

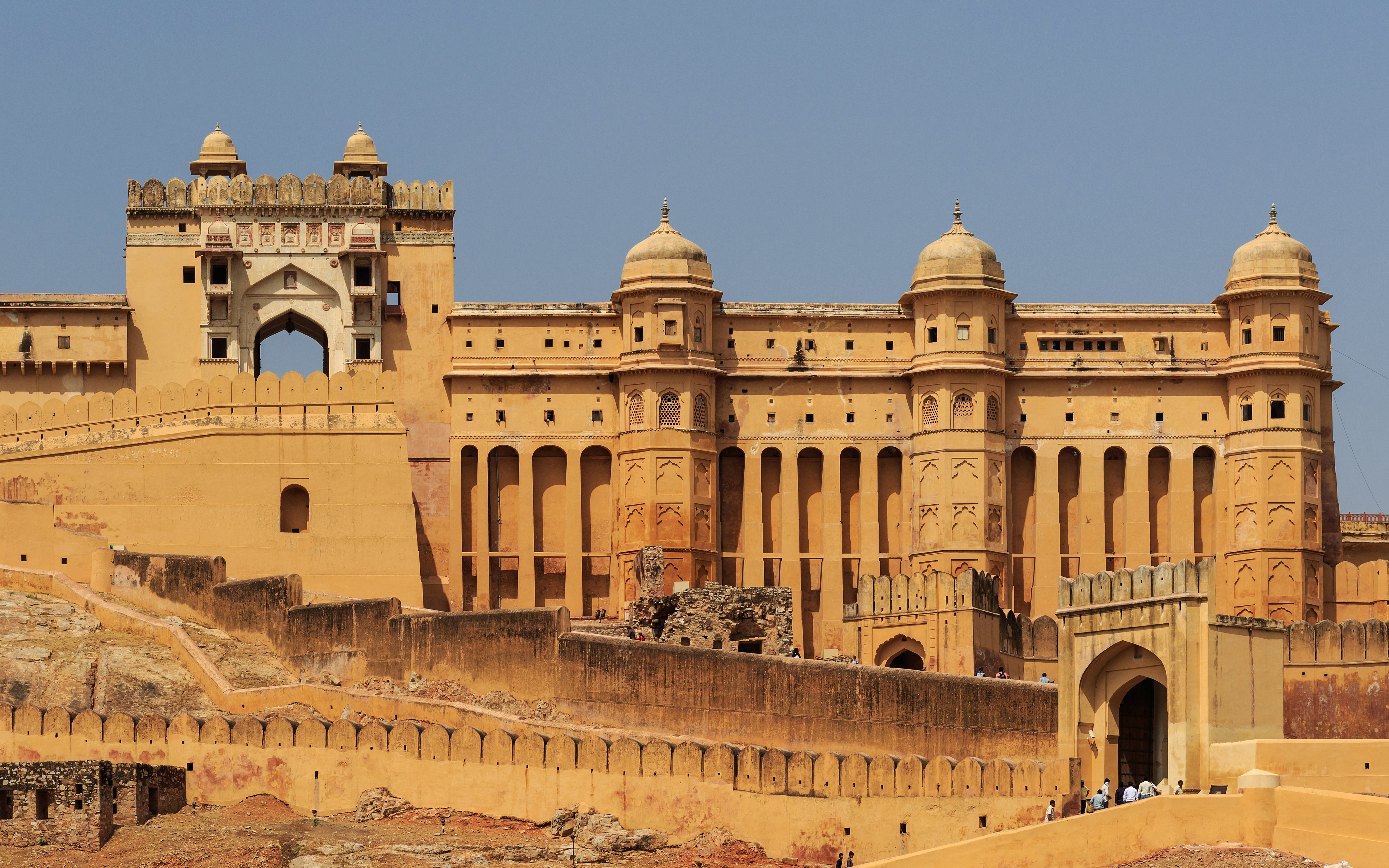
Amber-Fort

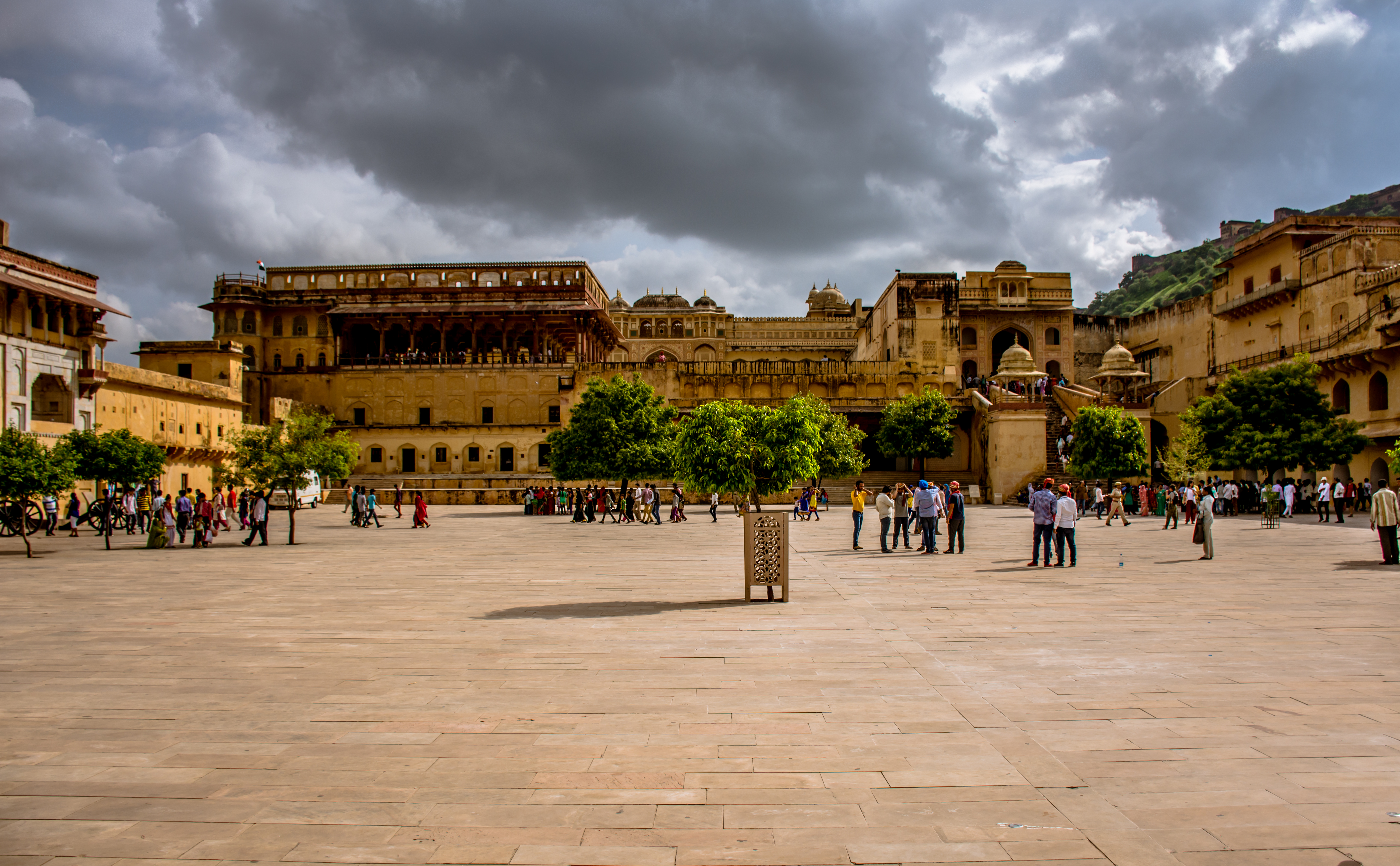
Hof des Amber-Fort

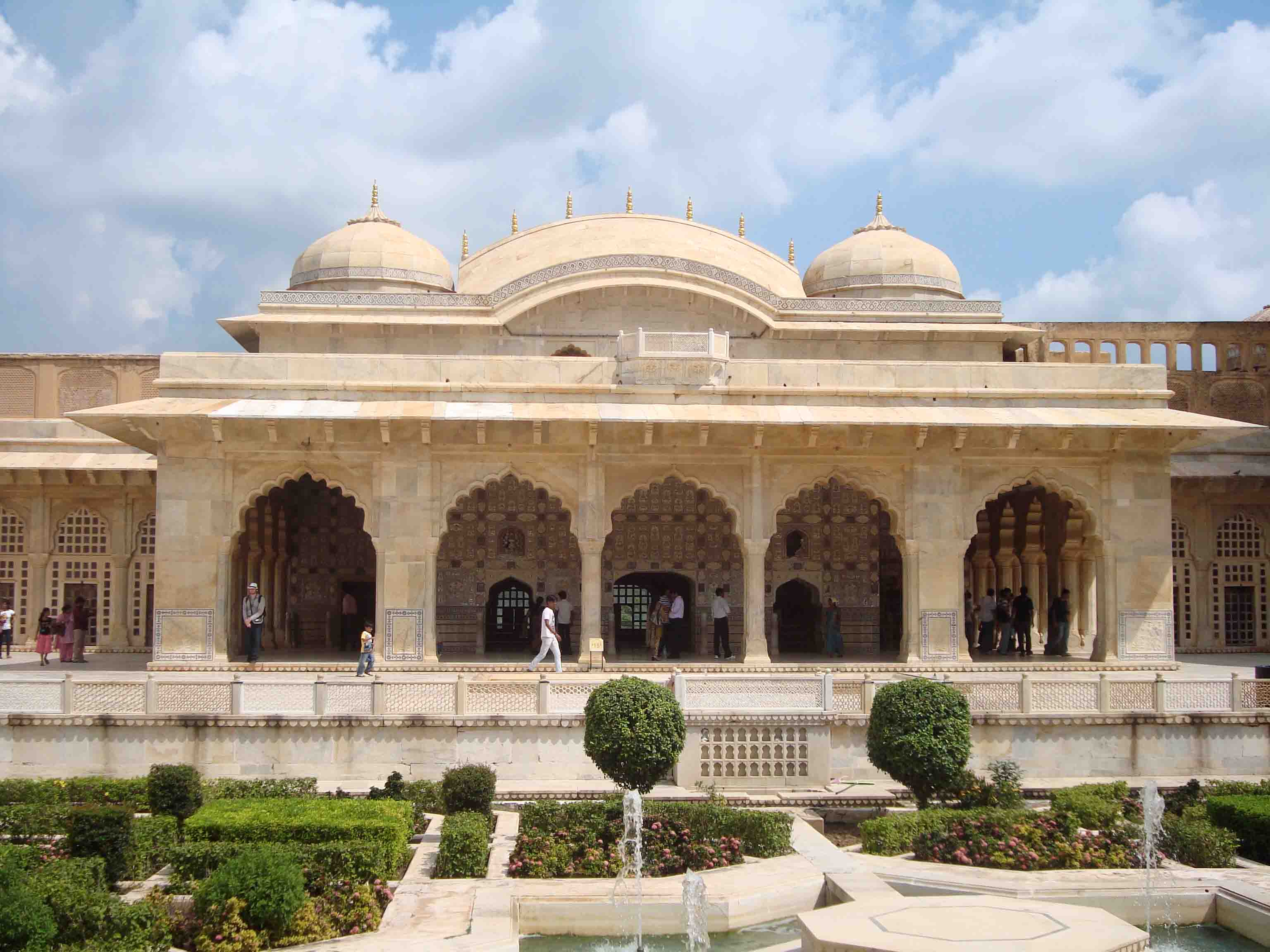
Diwan-i-Khas im Amber-Fort

Amber (Hindi: आमेर, Āmer) liegt im indischen Bundesstaat Rajasthan. Ehemals ein eigenständiger Ort, gehört es heute zur Stadt Jaipur. Amber hat ca. 25.000 Einwohner. Zusammen mit Jaipur ist es eine der meistbesuchten Stätten Rajasthans.

## Lage
Die Kleinstadt Amber liegt in einem Tal des Aravalligebirges ca. 11 km (Fahrtstrecke) nordöstlich der Millionenstadt Jaipur.

## Bevölkerungsentwicklung
Es gibt keine exakten Angaben. Der Verwaltungsbezirk (tehsil) hat ca. 452.000 Einwohner; davon sind ca. 94,5 % Hindus und gut 5 % Moslems; der Rest entfällt auf Jains, Sikhs, Christen und Buddhisten.

## Wirtschaft
Früher dominierte die kleinbäuerliche Landwirtschaft, doch siedelten sich allmählich auch Tagelöhner und Handwerker an. Heute lebt der Ort in erster Linie vom Tourismus.

## Geschichte
Das Fort von Amber, der ehemaligen Hauptstadt der Kachchwaha-Dynastie, wurde im Auftrag von Raja Man Singh I. (reg. 1589–1614), einem Feldherr des Großmoguls Akbars in den Jahren um 1590 aus rotem Sandstein und Marmor auf einem Bergkamm der Aravalli erbaut bzw. erweitert und später von seinem Enkel Jai Singh I. (reg. 1621–1667) weiter ausgebaut. Die Bauarbeiten sollen auch dazu gedient haben, Menschen auch in schweren Zeiten (wie etwa während Dürren) Arbeit zu bieten. Beide gelten auch als Erbauer des Königspalastes.  Das Fort wurde nach der hinduistischen Muttergöttin Amba Mata benannt.
Die Anfänge der Stadt sind aber wesentlich älter und gehen auf die Minas zurück, die ursprünglichen Einwohner des Gebietes. Bereits vor der Übernahme durch die Kachchwaha-Rajputen war sie im 10. Jahrhundert eine florierende Stadt.
Die Kachchwaha-Dynastie behielt die Hauptstadt in Amber bei, bis Sawai Jai Singh II. (reg. 1699–1743) um 1730 eine neue Stadt gründete und dieser den Namen Jainagar gab, aus dem jedoch schon bald „Jaipur“ wurde.

## Sehenswürdigkeiten
- Das Amber-Fort[7] war der Fürstenpalast der Kachchwaha-Dynastie, bevor Jaipur zur Residenzstadt wurde. Bei vielen Gebäuden sind deutliche Anklänge bzw. Übernahmen aus der Mogul-Architektur zu spüren. Als besonders sehenswert gilt der Spiegelsaal, ein Teil des Diwan-i-Khas, dessen Inneres mit einer Vielzahl von kleinen Spiegeln dekoriert ist, die auch die im bengalischen Stil gestaltete Decke überziehen. Die Wände und Pfeiler des Palastes sind vollständig mit weißen Marmorplatten verkleidet; die Säulen sind aus massivem Marmor. Auf der dritten Ebene der Festung wurde ein Mogulgarten angelegt. Dort sind auch die Privatgemächer der früheren Herrscher aufzufinden. Touristen gelangen häufig auf Elefanten über einen im Zickzack verlaufenden Weg vorbei am Sonnentor Suraj Pol hinauf zum Fort Amber.
- Gut 100 m über dem Amber-Fort befindet sich die nur von wenigen Touristen besuchte Festung des Jaigarh-Fort.[8]
- Im Ort selbst gibt es mehrere Hindutempel (mandira) aus dem 17. bis 19. Jahrhundert und zwei Stufenbrunnen (baoris), einer davon ist der Panna Meena Ka Kund.